# Calolydella blandita
Calolydella blandita là một loài ruồi trong họ Tachinidae.